# Сюй Циньсянь
Сюй Циньсянь (кит. 徐勤先; август 1935 — 8 января 2021) — китайский военный деятель, генерал-майор Народно-освободительной армии КНР. Как командующий 38-й группой армий, он отказался от приказа применить силу против демонстрантов в Пекине во время протестов на площади Тяньаньмэнь в 1989 году. В результате Сюй был предан военному суду, заключён в тюрьму на пять лет и исключён из Коммунистической партии Китая. После отбытия наказания он был сослан в Шицзячжуан, провинция Хэбэй, где провёл остаток своей жизни.

## Служба в НОАК
Сюй Циньсянь родился в августе 1935 года в уезде Е (ныне Лайчжоу) провинции Шаньдун. Иногда его ошибочно считали родственником генерала Сюй Хайдуна.
После начала Корейской войны он пошёл добровольцем в армию, но сначала ему отказали по причине несовершеннолетия (разрешили записаться после того, как он укусил палец и подал заявление, написанное кровью). Сюй провёл 8 месяцев в школе связи Народно-освободительной армии в Фушуне, Ляонин. Позже он участвовал в боевых действиях, начав с должности телеграфиста в танковом полку 38-й группы армий.
После возвращения из Кореи Сюй работал радистом и поднялся по служебной лестнице до командования батальоном связи и службы начальником штаба полка. В 1980-х Сюй командовал 1-й бронетанковой дивизией, был заместителем командира, а затем командующим 38-й армейской группой. Базируясь в Баодине (провинция Хэбэй), к югу от столицы, она была крупнейшим, наиболее механизированным и лучше всего обученным подразделением китайской армии такого размера, а также ключевым из защищавших Пекин. Сюй был протеже министра обороны Цинь Цзивэя, у которого позже также были сомнения относительно целесообразности силового подавления протестов на площади Тяньаньмэнь.

## Отказ от приказов во время протестов на площади Тяньаньмэнь
В марте 1989 года Сюй был ранен во время учений с гранатометом и отправлен в столичный госпиталь Пекинского военного округа. По словам китайского журналиста Ян Цзишэна, на деле Сюй был госпитализирован с камнями в почках. Находясь в больнице, Сюй наблюдал, как разворачивается студенческое движение, и, по слухам, был растроган до слёз, когда СМИ освещали голодовку протестующих студентов на площади Тяньаньмэнь.
По словам Яна, Сюй выздоравливал после операции, когда 17 мая его посетил Ли Лайчжу, заместитель военного командира столичного округа. Сюй был проинформирован о предстоящей мобилизации и объявлении военного положения 19 мая, и его попросили выразить свою поддержку как командующего армией. Сюй заявил, что он не может выполнить устный приказ о мобилизации, и потребовал предъявления письменного. В ответ на заявление, что это «военное время» и письменный приказ будет предоставлен позже, генерал ответил, что войны не было, и повторил свой отказ выполнять устный приказ. Сюй позвонил политическому комиссару Пекинского военного округа, чтобы сообщить им о своём решении. В частном порядке он сказал друзьям, что скорее пойдёт на казнь, чем войдёт в историю преступником.
18 мая председатель КНР Ян Шанкунь услышал об отказе Сюя (и, как утверждается, не мог уснуть несколько дней). Он проконсультировался с фактическим руководителем страны Дэн Сяопином — тот отметил, что такой солдат, как Сюй, не может не подчиняться приказу. В конечном итоге, Сюй был арестован в больнице и предан военному трибуналу.
Согласно «Документам Тяньаньмэнь» (The Tiananmen Papers), по распоряжению Ян Шанкуня к Сюю приезжал командующий округом генерал Чжоу Ибин, чтобы убедить того последовать приказу. Сюй Циньсянь спросил Чжоу, одобрили ли военное положение три руководителя Центрального военного совета (органа, контролировавшего армию со стороны Компартии). Командующий ответил, что в то время как Дэн Сяопин и Ян Шанкунь как председатель Центрвоенсовета КНР и его заместитель одобрили применение армии, первый заместитель председателя Чжао Цзыян (тогдашний генеральный секретарь Коммунистической партии Китая) — нет. Без одобрения Чжао Цзыяна генерал Сюй отказался выполнять приказ и попросил отпуск по болезни. Его просьба не была удовлетворена, но он по-прежнему отказывался явиться на службу.
Личную встречу Сюя Циньсяня с Чжоу Ибинем подтвердил генерал НОАК, которого интервьюировал через своего сотрудника «The Sydney Morning Herald». Согласно этому источнику, ориентировочно 20 мая командующий Пекинским военным округом, в штабе своего подразделения в Баодине лично отдал приказ Сюю направить войска маршем против протестующих на площади Тяньаньмэнь, но получил отказ после слов о том, что Чжао Цзыян не согласился с приказом.
По свидетельству участника протестов и их исследователя У Жэньхуа, Сюй был отозван в штаб-квартиру Пекинского военного округа в середине мая и получил от командующего округом Чжоу Ибина и политического комиссара Лю Чжэньхуа устные приказы ввести военное положение. Сюй не стал немедленно возражать, но вернулся в Баодин, чтобы организовать логистику для переброски своих частей в Пекин. Затем он позвонил в округ сказать, что не может командовать своими войсками из-за ранения, и вернулся в военный госпиталь Пекина, где был арестован.
По словам журналистки Гао Юй, Сюй был вызван в штаб округа через день после того, как отказался от приказа и у него угнали машину. Затем он был уклонялся от встречи с людьми из 38-й группы армий, руководство которой сменилось до 4 июня.
Неповиновение генерала усилило опасения руководства коммунистической партии по поводу восстания и укрепило веру в то, что протестующие студенты представляют собой серьезную угрозу, которую необходимо устранить. 38-я армейская группа под новым командованием продолжила играть важную роль в подавлении демонстрантов. Многие из бывших коллег Сюй Циньсяня получили повышение.

## Суд и наказание
Сюй предстал перед военным трибуналом. На суде он остался непреклонным, заявив, что «Народно-освободительная армия никогда в своей истории не использовалась для подавления людей. Я категорически отказываюсь опозорить собой это историческое достижение!». Он был исключён из Коммунистической партии Китая и приговорен к пяти годам заключения.
Согласно Гао Юй, Сюй был переведён Ян Байбином из Главного политического управления Народно-освободительной армии из военного центра заключения в тюрьму Циньчэндля отбывания наказания. Он отбыл четыре года в тюрьме Циньчэн и пятый год в госпитале. После отбытия наказания он был сослан новым верховным лидером Китая Цзян Цзэминем в Шицзячжуан (провинция Хэбэй). Сюй также был задним числом понижен в прежней должности до заместителя командира военного подразделения провинции Хэбэй.

## Жизнь в ссылке
В течение 20 лет местонахождение генерала было неизвестно, пока в статье Asia Weekly в 2009 году не сообщалось, что ему запретили жить в столице и отправили в Шицзячжуане. Издание также сообщило, что Сюй был упомянут в антологии поэзии, опубликованной в 2007 году его другом Ли Жуем, что осталось незамеченным Главным управлением прессы и публикаций.
В 2011 году гонконгская газета Apple Daily заметила его в качестве гостя в пекинском доме Ли Жуя в 2011 году и взяла у генерала короткое интервью. Сюй рассказал о своей жизни после Тяньаньмэня, подтвердив свое исключение из партии и понижение прежнего статуса в документах до заместителя командующего военным округом. Одновременно он упомянул, что у него есть доступ к прессе и новостям и что он может путешествовать между своим домом в Шицзячжуане и Пекином. Сюй не выразил сожаления по поводу своих действий во время протестов на площади Тяньаньмэнь. Интервью вызвало гнев правительства, и Сюя уже не выпускали из Шицзячжуана, где его держали под постоянной охраной.
В 2016 году во время китайского Нового года у Сюй Циньсяня был продолжительный приступ пневмонии, и он был госпитализирован в Международную больницу мира им. Бетьюна Народно-освободительной армии в Шицзячжуане. Затем Сюй потерял зрение на правый глаз, перенёс операцию, страдал от церебрального тромбоза, утратил способность бегло говорить и потерял вес. К 2019 году его состояние улучшилось, и Сюй смог вернуться в свой дом в Шицзячжуане, однако затем здоровье генерала начало быстро ухудшаться в начале 2020 года.
Сюй был женат, у него были сын и дочь.
В январе 2021 года гонконгские СМИ сообщили, что Сюй Циньсянь умер 8 января 2021 года, поперхнувшись едой.